# Werrington County
Werrington County är en förort till Sydney i Australien. Den ligger i kommunen City of Penrith och delstaten New South Wales, i den sydöstra delen av landet, omkring 45 kilometer väster om centrala Sydney. Antalet invånare är 3 671.
Runt Werrington County är det tätbefolkat, med 442 invånare per kvadratkilometer.. Närmaste större samhälle är Blacktown, omkring 17 kilometer öster om Werrington County.
Runt Werrington County är det i huvudsak tätbebyggt. Genomsnittlig årsnederbörd är 1 267 millimeter. Den regnigaste månaden är februari, med i genomsnitt 216 mm nederbörd, och den torraste är juli, med 25 mm nederbörd.